# Canon de 38 cm SK C/34
Le canon de 38 cm SK C/34 est un canon de marine produit par l'Allemagne nazie peu avant la Seconde Guerre mondiale. Certains exemplaires seront aussi utilisés comme artillerie côtière, notamment dans la batterie Todt au cap Gris-Nez.

## Conception
Le canon de 38 cm SK C/34 est conçu pour remplacer le canon de 38 cm SK L/45. C'est un projet qui redémarre de zéro, et n'a rien en commun avec son prédécesseur.

## Utilisation
Le canon de 38 cm SK C/34 est destiné à équiper les cuirassés de la classe Bismarck, les Bismarck et Tirpitz. Il est aussi prévu de réarmer les Scharnhorst et Gneisenau de la classe Scharnhorst avec ce nouveau modèle, remplaçant ainsi le canon de 28 cm SK C/34 ; trois tourelles sont ainsi en construction au début des années 1940 pour armer le Gneisenau, mais les dégâts qu'il subit en 1943 font que sa refonte est abandonnée. Le projet de classe O (en) inclut lui aussi l'utilisation du canon de 38 cm SK C/34, mais il ne sera jamais réalisé. Enfin, l'Union soviétique passe commande de 16 de ces canons pour équiper les croiseurs de bataille de la marine soviétique de la classe Kronshtadt (en) ; ceux-ci ne seront jamais construits, et les canons jamais livrés.
De nombreux exemplaires de ces canons servent aussi à équiper les batteries côtières, notamment la batterie Todt au cap Gris-Nez, celles de Oxby au Danemark ou celle de Kristiansand en Norvège.